# MeerKAT
MeerKAT (изначально Karoo Array Telescope) — радиотелескоп, расположенный в Северо-Капской провинции Южно-Африканской Республики. Он станет крупнейшим и наиболее чувствительным радиотелескопом в южном полушарии вплоть до завершения строительства Square Kilometre Array около 2024 года. Телескоп будет использоваться для изучения космического магнетизма, эволюции галактик, крупномасштабной структуры Вселенной, тёмной материи и природы транзиентных астрономических радиоисточников. Начало работы — 16 июля 2016 года, на тот момент были построены и введены в строй 16 антенн диаметром 13,5 метра каждая, завершение строительства остальных 48 запланировано на 2017 год. Официальное открытие состоялось 13 июля 2018 года.

## Характеристики
64 антенны телескопа MeerKAT разделены на две группы:
- Более плотная внутренняя группа содержит 70 % антенн. Их расположение на плоскости соответствует двумерному нормальному распределению с дисперсией в 300 метров. Самые короткие расстояния — 29 метров, самые большие — 1 километр.
- Внешняя группа состоит из 30 % антенн. Дисперсия их распределения — 2,5 км, наибольшее расстояние между антеннами — 8 километров. Эта группа расположена вокруг внутренней на среднем удалении около 4 км от неё.

Для фазы 2 запланировано строительство 7 дополнительных антенн для увеличения наибольшей базы до 20 километров.